# 343664 Nataliemainzer
343664 Nataliemainzer este o planetă minoră (asteroid), cu un diametru de 4,45 km, din Outer Main Belt⁠(d). A fost descoperită pe 6 iulie 2010 la Wise Observatory⁠(d) de Wide-field Infrared Survey Explorer⁠(d). 
Obiectul prezintă o orbită caracterizată de o semiaxă mare de 3,2257079126237 UAi, o excentricitate de 0,069662281038278, o înclinație de 8,93210830808 ° în raport cu ecliptica.